# Hao
Pour les articles homonymes, voir Hao (homonymie).
Hao, dite « île de l’Arc » ou « île de la Harpe » est un atoll situé au centre-est de l'archipel des Tuamotu en Polynésie française. Il constitue le quatrième plus grand atoll de Polynésie, après Rangiroa, Fakarava et Makemo et son lagon couvre une surface de 720 km2.
L'atoll est le chef-lieu de la commune de Hao et est desservi par l'aérodrome de Hao, anciennement base aérienne 185, utilisée par l'Armée de l'air et l'aviation navale dans le cadre du Centre d'expérimentation du Pacifique.

## Géographie

### Géographie physique

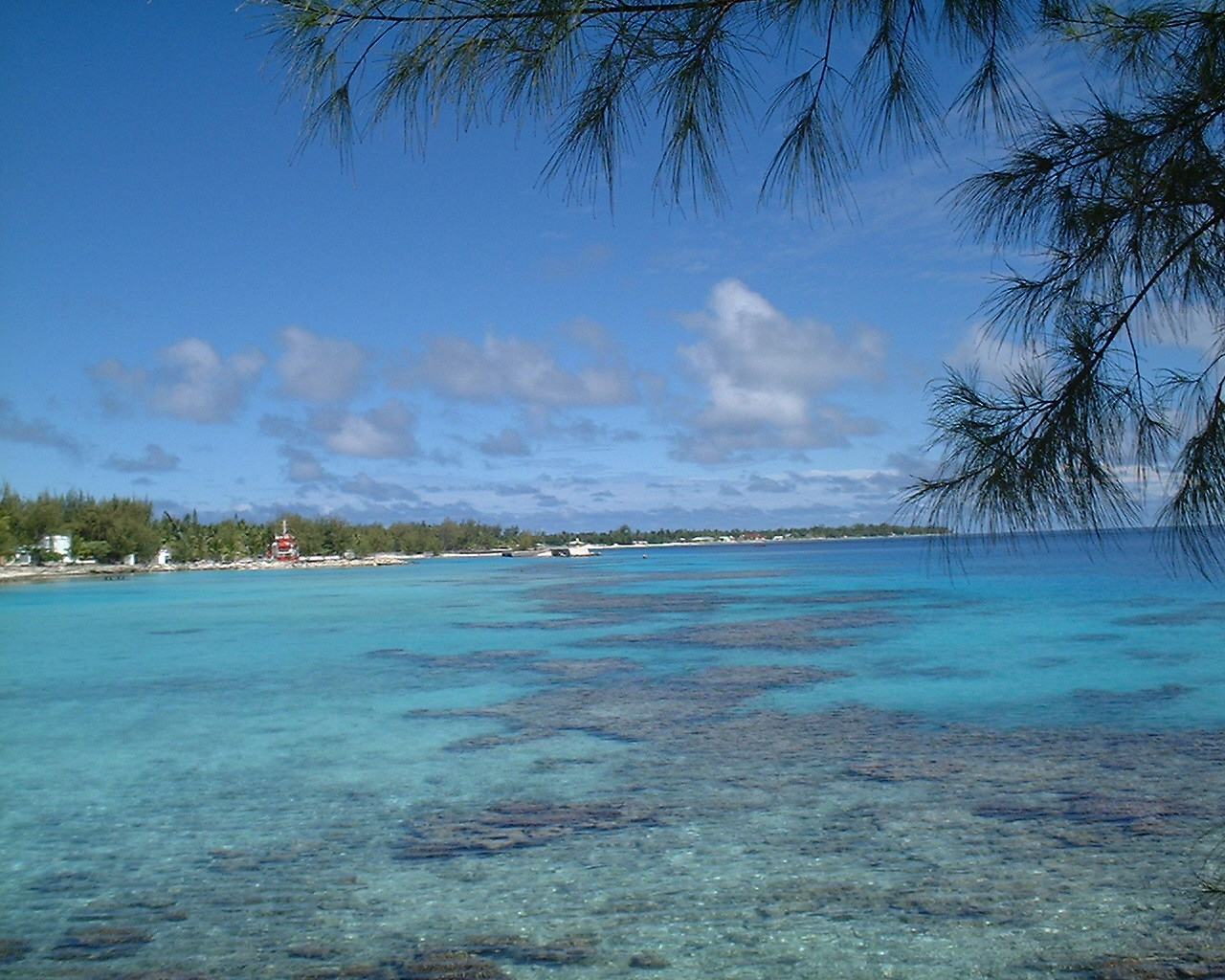
Vue du lagon d'Hao.

Situé à 920 km à l'est de Tahiti, Hao est un atoll de 50 km de longueur et de 14 km de largeur maximales, avec une surface totale des terres émergées de 47 km2 et une altitude maximale de 3 m. Son lagon de 720 km2 est l'un des plus grands de Polynésie, communiquant avec l'océan par une seule passe (passe Kaki), où sont générés de violents courants pouvant atteindre 20 nœuds aux mascarets[réf. nécessaire].

### Géologie
D'un point de vue géologique, l'atoll est l'excroissance corallienne (de quelques mètres) du sommet d'un important mont volcanique sous-marin homonyme (de 11 089 km3), qui mesure 3 190 mètres depuis le plancher océanique, formé il y a environ 41,3 à 46,3 millions d'années.

### Climat
Le climat est maritime, avec une température qui oscille entre 23 et 32 °C tout au long de l'année. L'absence de relief fait que les alizés éloignent les nuages, et, par conséquent, les précipitations sont relativement modérées.

### Démographie
Otepa est la localité principale de la commune homonyme qui inclut les communes associées d'Amanu et d'Hereheretue, ainsi que divers atolls dispersés dépeuplés ou sans population permanente installée :
| Atoll                                   | Habitants (2002) | Superficie (km2) |
| --------------------------------------- | ---------------- | ---------------- |
| Hao                                     | 1222             | 50               |
| Amanu                                   | 163              | 28               |
| Hereheretue                             | 57               | 1                |
| Tauere                                  | 0                | 2                |
| Nengo Nengo                             | 0                | 9                |
| Manuhangi                               | 0                | 1                |
| Anuanuraro (îles du Duc de Gloucester)  | 0                | 18               |
| Anuanurunga (îles du Duc de Gloucester) | 0                | 7                |
| Nukutepipi (îles du Duc de Gloucester)  | 0                | 1                |
| Ahunui                                  | 0                | 3                |
| Rekareka                                | 0                | 2                |
| Paraoa                                  | 0                | 4                |
| Total                                   | 1836             | 126              |

En 2017, la population totale du seul atoll de Hao est de 1027 personnes, ; son évolution est la suivante :
| 1167                                                    | 1156 | 1412 | 1241 | 1141 | 1066 | 1027 |
| Sources ISPF et Gouvernement de la Polynésie française. |      |      |      |      |      |      |

## Histoire

### Découverte par les Européens

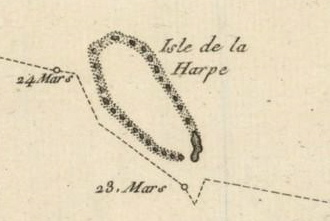
Première carte publiée en 1768 de Hao (île de la Harpe) établie par Bougainville lors de son passage les 23 et 24 mars 1768.

La première mention de l'atoll par un Européen est faite en 1606 par Pedro Fernández de Quirós qui lui a donné le nom de Conversion de Saint-Paul (Conversion de San Pablo). L'explorateur français Louis Antoine de Bougainville en prend possession le 23 et 24 mars 1768 et le nomme île de la Harpe,. Le 5 avril 1769, le navigateur britannique James Cook aborde l'atoll qu'il nomme île de l'Arc (Bow Island). Le 28 avril 1823, le navigateur français Louis Isidore Duperrey, à bord de son navire La Coquille, y fait relâche une journée, puis c'est au tour de Frederick William Beechey de le visiter le 16 février 1826 durant cinq jours et Edward Belcher à partir du 5 mars 1837 durant près d'un mois.

### Période moderne
Au XIXe siècle, Hao devient un territoire français peuplé alors de près de 400 habitants autochtones vers 1850, en faisant l'un des plus peuplés des Tuamotu. L'atoll est alors évangélisé avec la fondation de la paroisse Saint-Pierre en 1852 et la construction en 1870 de l'église homonyme rattachée au diocèse de Papetee englobant également (depuis 2004) l'église Saint-Paul construite en 1877 sur l'atoll d'Amanu.
En 1903, Hao est touché par un important cyclone.

### Hao et le Centre d'expérimentation du Pacifique
Durant les années 1960, Hao a été la base avancée du Centre d'expérimentation du Pacifique (CEP) pour les essais nucléaires français entrainant un fort accroissement démographique (Hao passant de 194 habitants en 1962 à 1 582 en 1996) avec le développement de la petite ville d'Otepa. Entre 1963 et 1965, la base aérienne 185 a été construite qui servait de pont aérien et maritime pour le matériel à destination des atolls de Mururoa et de Fangataufa.
Le 30 juin 2000, les forces armées se sont retirées de l'atoll, rétrocédant les infrastructures au gouvernement territorial qui souhaitait les utiliser pour développer le tourisme devant l'incertitude de l'avenir économique de l'atoll. En 2009, l'armée a entrepris un chantier de grande envergure afin de pratiquer au démantèlement de ses anciennes installations. Ce chantier devrait durer six ans et coûter sept milliards de francs CFP. Une compagnie du Groupement du service militaire adapté de Polynésie française (GSMA) a été présente jusqu'en 2010.

## Économie

### Activités historiques liées au CEP
Durant les années 1960, la base du Centre d'expérimentation du Pacifique génère l'essentiel de l'activité économique de l'atoll. Les infrastructures construites durant ces années sont nombreuses : un aérodrome important avec une piste de 3 380 m (classée par la NASA comme piste d'atterrissage d'urgence en cas de problème technique de la navette spatiale Columbia), un port de charge, une route de 15 km, des unités de désalinisation, des générateurs électriques et un hôpital.

### Pêche, perliculture et aquaculture
Depuis 2000, les activités du secteur privé de l'atoll sont principalement liées à la perliculture, la pêche (avec l'exportation vers Tahiti d'une dizaine de tonnes de produits de la mer annuellement), et à la récolte du coprah.
Le 23 août 2017, l’homme d’affaires chinois Wang Cheng, président de la société Tahiti Nui Ocean Foods – annonce à Papeete son intention d'investir 1,3 milliard d'euros (1,5 Mds$) pour la création d'une ferme aquacole à Hao pouvant produire à terme jusqu'à 50 000 tonnes annuellement de poissons de lagon (principalement des mérous et des napoléons mais aussi des holothuries) destinées à l’export. Le gouvernement de la Polynésie française soutient le projet, en gestation depuis cinq ans, qui doit permettre, selon son promoteur, la création théorique de près de trois cents emplois pendant les trente mois de chantier, et de cinq cents emplois (devant être attribués à 90% des Polynésiens) dès le début de l'exploitation permettant de diversifier l'activité économique de l'atoll qui se dépeuple depuis le retrait de l'armée française. Quelques opérations de terrassements sont réalisées en mars 2018, mais les travaux, qui devaient s’achever en 2020 sont régulièrement reportés à plus tard,.
D’une part, de nombreuses questions se posent sur l’impact environnemental du projet,,, ce qui suscite l’inquiétude de nombreux élus. De plus, le 25 février 2020, le directeur de l’entreprise chargée du chantier était condamné à trois ans de prison avec sursis pour faux et usage de faux
,. En décembre 2019, Wang Cheng est entendu par les enquêteurs sous le régime de l’audition libre dans le cadre d’une enquête préliminaire portant sur des soupçons « d’abus de biens sociaux » initiée en janvier 2019 par la section de recherches (SR) de la gendarmerie de Papeete.
En 2021, Wang Cheng réaffirme son projet avec un investissement de 150 milliards de francs Pacifique (1,25 milliard d'euros).

### Secteur tertiaire et services publics
L'aérodrome de Hao accueille, en moyenne, environ 800 vols et 12-15 000 passagers par an, dont 30% en transit.
La commune accueille également un collège qui regroupe les enfants des atolls du sud des Tuamotu et des Gambier ainsi que depuis quelques années le Centre d'éducation aux technologies appropriées au développement (CETAD), un établissement au statut de lycée professionnel spécialisé dans la formation aux métiers de la mer,. Les professeurs viennent en majorité de métropole pour une durée de deux ou quatre ans.
Hao s'est dotée d'une usine de désalinisation moderne en 2005. L'électricité est fournie en permanence par des groupes électrogènes (EDT-ELECTRA). En 2006, la commune s'est doté d'un éclairage public alimenté par deux éoliennes et des panneaux solaires. Enfin, l'aterrage du câble sous-marin Natitua et sa mise en service en décembre 2018 permet à Hao d'être relié à Tahiti et à l'internet mondial à haut-débit,.